# Nova Objectivitat

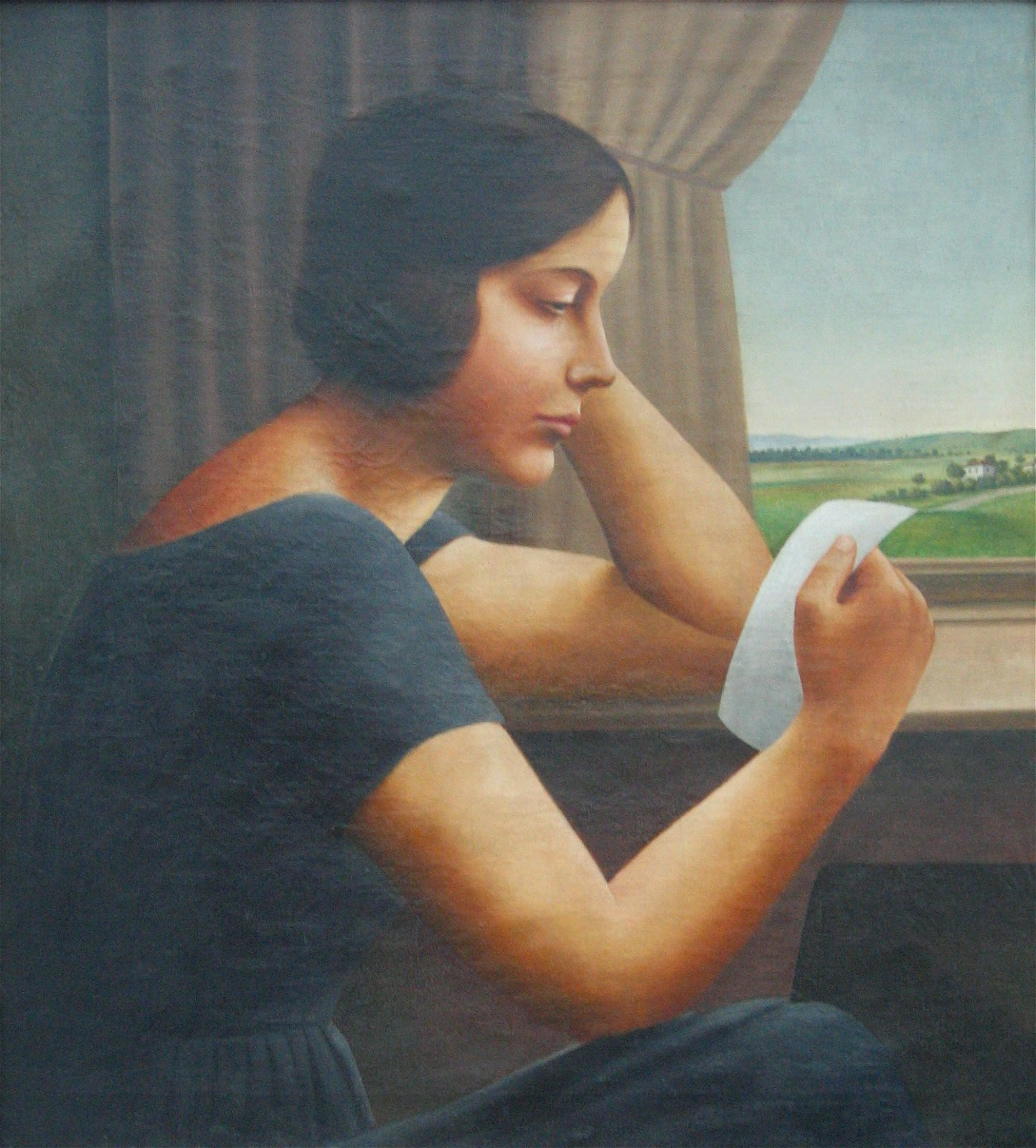
Martha (1925), de Georg Schrimpf, Pinakothek der Moderne, Múnic.

La Nova Objectivitat (en alemany Neue Sachlichkeit) fou un moviment cultural sorgit a Alemanya després de la Primera Guerra Mundial, que tingué manifestacions a diversos terrenys com la pintura, l'arquitectura, l'escultura, la literatura, la música, la fotografia, etc. Fou un moviment de reacció enfront a l'expressionisme, retornant a la figuració realista i a la plasmació objectiva de la realitat, amb un marcat component social i reivindicatiu. Desenvolupat entre 1918 i 1933, desaparegué amb l'adveniment del nazisme.
La Nova Objectivitat sorgí com oposició al Novembergruppe, del qual rebutjaven la falta de compromís social. Així, el 1921, un grup d'artistes dadaistes —entre els quals es trobaven George Grosz, Otto Dix, Rudolf Schlichter, Hanna Höch, etc.— es van presentar com a «Oposició al Grup de Novembre», redactant una Carta oberta a aquest grup. El terme Nova Objectivitat fou ideat pel crític Gustav Friedrich Hartlaub per a l'exposició Nova Objectivitat. Pintura alemanya des de l'expressionisme, celebrada el 1925 a la Kunsthalle de Mannheim. Segons paraules de Hartlaub: «l'objectiu és superar les mesquineses estètiques de la forma a través d'una nova objectivitat nascuda del disgust envers la societat burgesa de l'explotació».

## Pintura
L'ambient de pessimisme que portà la postguerra propicià l'abandó per part d'alguns artistes de l'expressionisme més espiritual i subjectiu, de recerca de nous llenguatges artístics, per un art més compromès, més realista i objectiu, dur, directe, útil per al desenvolupament de la societat, un art revolucionari en la seva temàtica, si bé no en la forma. Els artistes es van separar de l'abstracció, reflexionant sobre l'art figuratiu i rebutjant tota activitat que no atengués als problemes de l'urgent realitat de la postguerra. Encarnaren aquest grup Otto Dix, George Grosz, Max Beckmann, Conrad Felixmüller, Christian Schad, Rudolf Schlichter, Ludwig Meidner, Karl Hofer i John Heartfield.
Enfront a la introspecció psicològica de l'expressionisme, l'individualisme de Die Brücke o l'espiritualisme de Der Blaue Reiter, la Nova Objectivitat proposà el retorn al realisme i a la plasmació objectiva del món circumdant, amb una temàtica més social i compromesa políticament. Amb tot, no renunciaren als guanys tècnics i estètics de l'art d'avantguarda, com el colorit fauvista i expressionista, la «visió simultània» futurista o l'aplicació del fotomuntatge a la pintura i el gravat del verisme. La recuperació de la figuració fou una conseqüència comuna a l'espai al final de la guerra: a més de la Nova Objectivitat, sorgí a França el purisme i a Itàlia la pintura metafísica, precursora del surrealisme. Però a la Nova Objectivitat, aquest realisme és més compromès que en altres països, amb obres de denúncia social que pretenen desemmascarar la societat burgesa del seu temps, denunciar a l'estament polític i militar que els ha portat al desastre de la guerra. Si bé la Nova Objectivitat s'oposà a l'expressionisme per ser un estil espiritual i individualista, mantingué en canvi la seva essència formal, ja que el seu caràcter grotesc, de deformació de la realitat, de caricaturització de la vida, fou traslladat a la temàtica social abordada pels nous artistes de la postguerra.
En paral·lel a la Nova Objectivitat sorgí el denominat «realisme màgic», nom proposat igualment per Hartlaub el 1922, però difós sobretot per Franz Roh al seu llibre Postexpressionisme. Realisme màgic (1925). El realisme màgic se situà més a la dreta de la Nova Objectivitat —encara que fou igualment eliminat pels nazis— i representava una línia més personal i subjectiva que el grup de Grosz i Dix. Enfront a la violència i dramatisme dels seus coetanis objectius, els realistes màgics elaboraren una obra més calmada i intemporal, més serena i evocadora, transmissora d'una quietud que pretenia apaivagar els ànims després de la guerra. El seu estil era proper al de la pintura metafísica italiana, intentant captar la transcendència dels objectes més enllà del món visible. Entre les seves figures destacaren Georg Schrimpf, Alexander Kanoldt, Anton Räderscheidt, Carl Grossberg i Georg Scholz.
Els principals pintors de la Nova Objectivitat foren:
- George Grosz: procedent del dadaisme, estava interessat per l'art popular. Mostrà des de jove a la seva obra un intens disgust per la vida, que es convertí després de la guerra en indignació. A la seva obra analitzà freda i metòdicament la societat del seu temps, desmitificant a les classes dirigents per a mostrar la seva vessant més cruel i despòtica. Carregà especialment contra l'exèrcit, la burgesia i la clerecia, en sèries com El rostre de la classe dominant (1921) o Ecce Homo (1927), en escenes on predomina la violència i el sexe. Els seus personatges solen ser mutilats de guerra, assassins, suïcides, burgesos rics i rabassuts, prostitutes, vagabunds, etc., en figures escarides, siluetejades en poques traces, com ninots. Tècnicament, emprà recursos d'altres estils, com l'espai geometritzant del cubisme o la captació del moviment del futurisme.[6]

- Otto Dix: iniciat en el realisme tradicional, amb influència de Hodler, Cranach i Durer, en Dix la temàtica social, patètica, directa i macabra de la Nova Objectivitat quedava emfatitzada per la representació realista i minuciosa, quasi diàfana, de les seves escenes urbanes, poblades pel mateix tipus de personatges que retratava Grosz: assassins, esguerrats, prostitutes, burgesos i captaires. Exposà de manera freda i metòdica els horrors de la guerra, les carnisseries i matances que presencià com a soldat: així, a la sèrie La Guerra (1924), s'inspirà en l'obra de Goya i de Callot.[7]

- Max Beckmann: de formació acadèmica i inicis propers a l'impressionisme, l'horror de la guerra li portà com als seus companys a plasmar de forma cruda la realitat que l'envoltava. Acusà llavors la influència d'antics mestres com Grünewald, Brueghel i Bosch, junt a noves aportacions com el cubisme, del qual prengué el seu concepte d'espai, que es torna a la seva obra un espai aclaparant, quasi claustrofòbic, on les figures tenen un aspecte de solidesa escultòrica, amb contorns molt delimitats. A la seva sèrie L'infern (1919), feu un retrat dramàtic del Berlín de postguerra, amb escenes de gran violència, amb personatges torturats, que criden i es retorcen de dolor.[7]

- Conrad Felixmüller: fervent opositor de la guerra, durant la qual assumí l'art com una forma de compromís polític. Lligat al cercle de Pfemfert, editor de la revista Die Aktion, es mogué en l'ambient antimilitarista de Berlín, que rebutjava l'esteticisme a l'art, defensant un art compromès i de finalitat social. Influït pel colorit de Die Brücke i per la descomposició cubista, simplificà l'espai a formes angulars i quadrilàteres, que ell denominava «cubisme sintètic». La seva temàtica se centrà en obrers i en les classes socials més desfavorides, amb un fort component de denúncia.[8]

- Christian Schad: membre del grup dadaista de Zúric (1915-1920), on treballà amb paper fotogràfic —les seves «schadografies»—, es dedicà posteriorment al retrat, en retrats freds i desapassionats, estrictament objectius, quasi deshumanitzats, estudiant amb mirada sòbria i científica els personatges que retratava, que es veien reduïts a simples objectes, sols i aïllats, sense capacitat de comunicar-se.[5]

- Ludwig Meidner: membre del grup Die Pathetiker (Els Patètics) junt a Jakob Steinhardt i Richard Janthur, el seu principal tema fou la ciutat, el paisatge urbà, que mostrà en escenes bigarrades, sense espai, amb grans multituds de gent i edificis cantelluts de precari equilibri, en un ambient opressiu, anguniós. A la seva sèrie Paisatges apocalíptics (1912-1920), retratà ciutats destruïdes, que cremen o esclaten, en vistes panoràmiques que mostren més fredament l'horror de la guerra.[9]

- Karl Hofer: iniciat en un cert classicisme proper a Hans von Marées, estudià a Roma i París, on el sorprengué la guerra i fou fet presoner durant tres anys, fet que marcà profundament el desenvolupament de la seva obra, amb figures turmentades, de gestos vacil·lants, en actitud estàtica, emmarcades en dissenys clars, de colors freds i pinzellada pulcra i impersonal. Les seves figures eren solitàries, d'aspecte pensatiu, malenconiós, denunciant la hipocresia i la bogeria de la vida moderna (La parella, 1925; Homes amb torxes, 1925; El quart negre, 1930).[10]

## Arquitectura

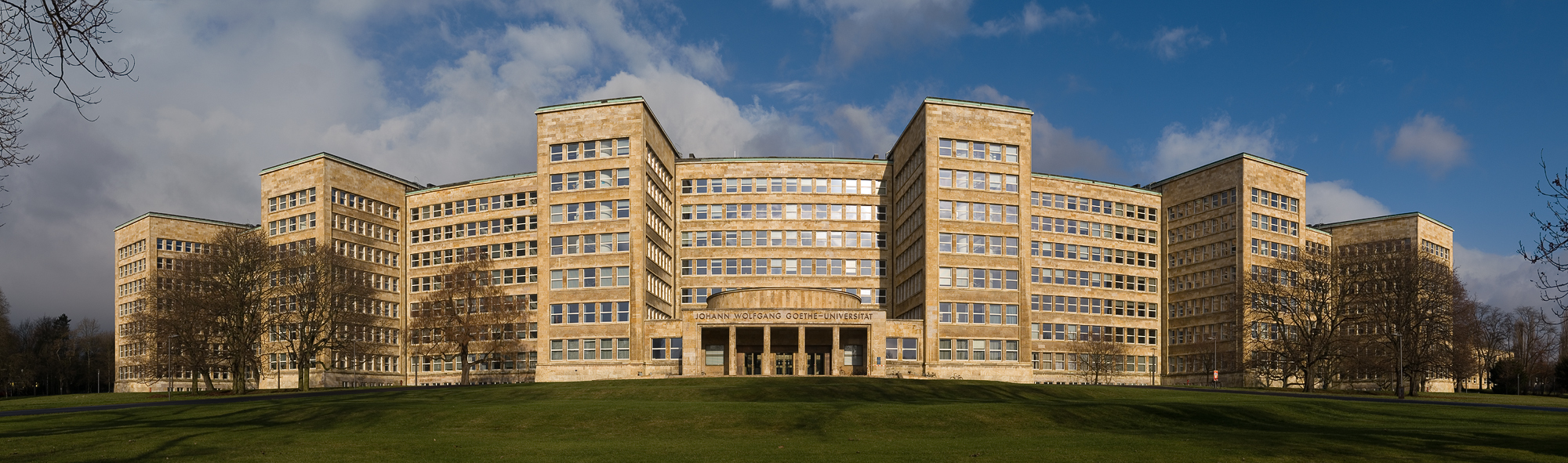
Edifici IG Farben, de Hans Poelzig, Frankfurt del Main

Al terreny de l'arquitectura la Nova Objectivitat s'anomenà Neues Bauen (Nou edifici). Com a la pintura, fou una reacció directa als excessos estilístics de l'arquitectura expressionista. També influí el canvi a l'estat d'ànim nacional, en el que predominava el component social sobre l'individual. Arquitectes com Bruno Taut, Erich Mendelsohn i Hans Poelzig es tornaren cap a l'enfocament senzill, funcional i pràctic de la Nova Objectivitat. La Neues Bauen florejà en el breu període entre l'adopció del pla Dawes i l'auge del nazisme, abastant exposicions públiques com el Weissenhof Estate, l'ampli planejament urbà i projectes de promocions públiques de Taut, Fritz Schumacher i Ernst May, i els influents experiments de la Bauhaus.

## Literatura
La Primera Guerra Mundial suposà una forta commoció per a la literatura expressionista: mentre alguns autors consideraren la guerra com una força arrasadora i renovadora que acabaria amb la societat burgesa, per a altres el conflicte cobrà tints negatius, plasmant a la seva obra els horrors de la guerra. A la postguerra, i en paral·lel al moviment de la Nova Objectivitat, la literatura adquirí major compromís social i de denúncia de la societat burgesa i militarista que portà a Alemanya al desastre de la guerra. Les obres literàries d'aquesta època adquiriren un aire documental, de reportatge social, perceptible a obres com La muntanya màgica (1924), de Thomas Mann, i Berlin Alexanderplatz (1929), d'Alfred Döblin.

## Música
Amb la Nova Objectivitat i la seva visió més realista i social de l'art sorgí el concepte de Gebrauchsmusik (música utilitària), basada en el concepte de consum de masses per a elaborar obres de senzilla construcció i accessibles a tothom. Eren obres de marcat caràcter popular, influïdes pel cabaret i el jazz, com el Ballet triàdic (Triadisches Ballet, 1922) d'Oskar Schlemmer, que conjugava teatre, música, escenografia i coreografia. Un dels seus màxims exponents fou Paul Hindemith, un dels primers compositors a crear bandes sonores per al cinema, així com petites peces per a afeccionats i per a estudiants i també obres còmiques com Novetats del dia (Neues vom Tage, 1929). Un altre exponent fou Kurt Weill, col·laborador de Brecht a diverses obres com Die Dreigroschenoper (L'òpera dels tres rals, 1928), on la música popular, amb aire de cabaret i ritmes ballables, contribueix a distanciar la música del drama i trencar la il·lusió escènica, accentuant el seu caràcter de ficció.

## Fotografia
Després de la guerra la fotografia es convertí en un mitjà privilegiat de captar la realitat sense embuts, sense manipulació, conjugant l'estètica amb la precisió documental. Els fotògrafs alemanys crearen un tipus de fotografia basada en la nitidesa de la imatge i la utilització de la llum com a mitjà expressiu, modelant les formes i destacant les textures. Aquest tipus de fotografia tingué una important ressonància internacional, generant moviments paral·lels com la photographie pure francesa i la straight photography estatunidenca. El més destacat fotògraf fou August Sander: estudiant de pintura, es passà a la fotografia i obrí un estudi de retrat a Colònia. Es dedicà principalment al retrat, creant un projecte quasi enciclopèdic que pretenia catalogar de forma objectiva a l'alemany de la República de Weimar, retratant personatges de qualsevol estament social, partint de la premissa que l'individu és fruit de les circumstàncies històriques. El 1929 aparegué el primer volum d'El rostre del nostre temps (Antlitz der Zeit), del qual no se'n publicaren més en ser vetat pels nazis perquè no els agradava la imatge d'Alemanya captada per Sander, a qui van destruir 40.000 negatius. Els retrats de Sander eren freds, objectius, científics, desapassionats, però per aquest motiu resultaven d'una gran eloqüència personal, remarcant la seva individualitat.